# خوسيه ماريانو خيمينيز
خوسيه ماريانو خيمينيز (بالإسبانية: José Mariano Jiménez)‏ هو ضابط مكسيكي، ولد في 18 أغسطس 1781 في ولاية سان لويس بوتوسي في المكسيك، وتوفي في 26 يونيو 1811 في تشيهواهوا في المكسيك.